# Кутна Лідія Василівна
Лідія Василівна Кутна (нар. 10 грудня 1944, Львів) — українська архітекторка.

## Біографія
Народилась 10 грудня 1944 року у Львові. Батько був ув'язнений як член ОУН, після чого протягом 1951—1953 років проживала у селі Вербів Бережанського району Тернопільської області. Там же навчалась у школі. У Львові закінчила художню школу. 1966 року закінчила Львівський політехнічний інститут.
Від 1967 року працює в інституті «Містопроект» на посадах від техніка-архітектора до головної архітекторки проєктів у майстерні КПМ-1.
Лауреатка премії Ради Міністрів СРСР 1988 року, Державної премії України в галузі архітектури 1999 року (за архітектуру митного переходу «Краковець»), польської премії Kryształowa Cegła «Dom-2003», нагороди на конкурсі Kryształowa Cegła «Dom-2007».
Роботи
- Обласна спеціалізована дитяча лікарня на вулиці Дністерській, 27 у Львові (початок 1980-х, співавтори Юлія Верблян, Зіновій Підлісний).[4]
- Громадсько-торговельний центр мікрорайону Сихів-12 (1987).[1]
- Проєкти забудови мікрорайонів Сихів-11, 12, 13, 16, 18 (1980—1993).[1]
- Міжнародний пункт пропуску «Смільниця». Проєкт 1996, реалізований до 1998. Співавтори Олександр Базюк, Василь Князик, Орест Огоновський, конструктор В. Мілюков.[5]
- Міжнародний пункт пропуску «Краковець-Корчова» на українсько-польському кордоні (1999). Співавтори Орест Огоновський, Олександр Базюк, І. Белякова, Олександра Дрібнюк, Іван Олійник, конструктор Валерій Куліковський.[6]
- Міжнародний пункт пропуску «Шегині–Медика» (1998—2000).[1]
- Готель «Золото Карпат» на вулиці Колесси у Стрию (2000).[1]
- Обласна дитяча лікарня та кардіолікарня у Брюховичах (не пізніше 2001, співавтори Зіновій Підлісний, Юлія Верблян).[3]
- Митний перехід в Ягодині (проєкт близько 2001, співавтори Олександр Базюк, І. Белякова, Орест Огоновський, В. Мілюков).[3]
- Плебанія з недільною школою церкви Покрови Пресвятої Богородиці на вулиці Личаківській (2000, 2003).[3]
- Житлові будинки у Львові на розі вулиць Скрипника та Драгана (2005), Сихівської та проспекту Червоної Калини (2005, 2007), на вулицях Братів Міхновських, 31а (2006), Замарстинівській, 240 (2007), Величковського, 30, на розі вулиць Романицького та Кастелівки, на вулиці Ставовій (усі — 2009).[1]
- Житловий квартал у Львові на вулицях Мазепи-Плуговій (2005—2008).[1]

## Також
- Жінки в архітектурі